# Liga 3 2018 (afdeling Molukken)
Het seizoen 2018 van het Moluks afdelingskampioenschap van de Indonesische Liga 3 was het eerste seizoen in het bestaan van deze regionale voetbaldivisie. De voetbalcompetitie, georganiseerd door de PSSI, is het derde voetbalniveau van Indonesië en het hoogste provenciaals niveau van de Molukken. 
Aan de competitie nemen 8 clubs deel. Ambon United FC won de competitie en neemt daardoor vervolgens deel aan de interregionale kwalificatieronde van het algeheel Liga 3 kampioenschap van Indonesië, waar alle afdelingskampioenen in een competitie tegen elkaar spelen om promotie naar de Liga 2. In de eerste kwalificatieronde werd Ambon United over twee wedstrijden tegen Persiter Ternate al uitgeschakeld (0–0 thuis, 0–2 uit).

## Deelnemende clubs
De acht clubs die deelnamen aan de competitie waren: Ambon United FC, PS Pelauw Putra, Maluku United FC, PS Louhuru, Urehena FC, Sahapory FC, Persita Laha en Ilehena FC.

## Eindstand
| Positie | Club             | WG | W | G | V | DV | DT | P  | Kwalificatie |
| 1       | Ambon United FC  | 7  | 7 | 0 | 0 | 24 | 5  | 21 | Kampioen     |
| 2       | PS Pelauw Putra  | 7  | 5 | 0 | 2 | 24 | 8  | 15 |              |
| 3       | PS Louhuru       | 7  | 5 | 0 | 2 | 17 | 12 | 15 |              |
| 4       | Maluku United FC | 7  | 3 | 2 | 2 | 14 | 8  | 11 |              |
| 5       | Persita Laha     | 7  | 2 | 0 | 5 | 8  | 17 | 6  |              |
| 6       | Sahapory FC      | 7  | 1 | 2 | 4 | 13 | 20 | 5  |              |
| 7       | Urehena FC       | 7  | 1 | 2 | 4 | 12 | 21 | 5  |              |
| 8       | Ilehena FC       | 7  | 1 | 0 | 6 | 7  | 28 | 3  |              |

2002 · 
2003 ·
2004 ·
2005 ·
2006 ·
2007 ·
2008 ·
2009 ·
2010 ·
2011 ·
2012 ·
2013 ·
2014 ·
2015 ·
2016 ·
2017 ·
2018 ·
2019 ·
2020 ·
2021 ·
2022 ·
2023 ·